# فهمي المسيلي
فهمي بن إبراهيم المسيلي (بالفرنسية: Fahmi Saïd Ibrahim)‏ سياسي ومحامي من جزر القمر. عينه الرئيس غزالي عثماني وزيرا للعدل والشؤون الإسلامية بتاريخ 31 مايو 2016. وقد شغل سابقا منصب وزير خارجية جزر القمر في الفترة (2010 - 2011).